# Saison 2016-2017 des Girondins de Bordeaux
Maillots
Chronologie
Saison précédente Saison suivante
La saison 2016-2017 des Girondins de Bordeaux est la soixante-quatrième du club en première division du championnat de France, la vingt-cinquième consécutive du club au sommet de la hiérarchie du football français et la deuxième saison complète dans son nouveau stade.
Lors de cette saison, le club dispute les compétitions nationales (Ligue 1, Coupe de France et Coupe de la Ligue).

## Avant-saison

### Tableau des transferts
| Nom               | Nationalité               | Poste     | Transfert                      | Provenance/Destination | Division          |
| ----------------- | ------------------------- | --------- | ------------------------------ | ---------------------- | ----------------- |
| Arrivées          |                           |           |                                |                        |                   |
| Paul Bernardoni   | France                    | Gardien   | Transfert définitif (2,5M d'€) | ESTAC                  | Ligue 1           |
| Théo Pellenard    | France                    | Défenseur | Retour de prêt                 | Paris FC               | Ligue 2           |
| Gaëtan Laborde    | France                    | Attaquant | Retour de prêt                 | Clermont Foot 63       | Ligue 2           |
| Younès Kaabouni   | France                    | Milieu    | Retour de prêt                 | Red Star FC            | Ligue 2           |
| Jérémy Toulalan   | France                    | Milieu    | Transfert gratuit              | AS Monaco              | Ligue 1           |
| François Kamano   | Guinée                    | Attaquant | Transfert (2,5M d'€)           | SC Bastia              | Ligue 1           |
| Jérémy Ménez      | France                    | Attaquant | Transfert gratuit              | AC Milan               | Série A           |
| Youssouf Sabaly   | France                    | Défenseur | Prêt (sans option d'achat)     | Paris SG               | Ligue 1           |
| Igor Lewczuk      | Pologne                   | Défenseur | Transfert (1M d'€)             | Legia Varsovie         | Ekstraklasa       |
| Départs           |                           |           |                                |                        |                   |
| Jussiê            | Brésil                    | Attaquant | Fin de contrat                 |                        |                   |
| Clément Chantôme  | France                    | Milieu    | Fin de contrat                 | Stade Rennais          | Ligue 1           |
| Cheick Diabaté    | Mali                      | Attaquant | Fin de contrat                 | Osmanlıspor            | Süper Lig         |
| Mathieu Debuchy   | France                    | Défenseur | Retour de prêt                 | Arsenal FC             | Premier League    |
| Cédric Yambéré    | République centrafricaine | Défenseur | Prêt (avec option d'achat)     | FK Anji Makhatchkala   | Division 1 Russie |
| Enzo Crivelli     | France                    | Attaquant | Prêt (sans option d'achat)     | Bastia SC              | Ligue 1           |
| André Biyogo Poko | Gabon                     | Milieu    | Transfert                      | Kardemir Karabükspor   | Süper Lig         |
| Lamine Sané       | Sénégal                   | Défenseur | Transfert gratuit              | Werder Brême           | Bundesliga        |
| Kévin Soni        | Cameroun                  | Milieu    | Prêt (sans option d'achat)     | Pau FC                 | National          |
| Frédéric Guilbert | France                    | Défenseur | Prêt (sans option d'achat)     | SM Caen                | Ligue 1           |

| Nom                | Nationalité               | Poste     | Transfert                                  | Provenance/Destination   | Division            |
| ------------------ | ------------------------- | --------- | ------------------------------------------ | ------------------------ | ------------------- |
| Arrivées           |                           |           |                                            |                          |                     |
| Daniel Mancini     | Argentine                 | Milieu    | Transfert gratuit (partenariat)            | Newell's Old Boys        | Primera división    |
| Younousse Sankharé | France                    | Milieu    | Transfert (3M d'€)                         | Lille OSC                | Ligue 1             |
| Vukašin Jovanović  | Serbie                    | Défenseur | Prêt (sans option d'achat)                 | Zénith Saint-Pétersbourg | Division 1          |
| Départs            |                           |           |                                            |                          |                     |
| Isaac Kiese Thelin | Suède                     | Attaquant | Prêt payant (0,7M d'€ avec option d'achat) | RSC Anderlecht           | Jupiler Pro League  |
| Pablo              | Brésil                    | Défenseur | Prêt (avec option d'achat)                 | SC Corinthians Paulista  | Brasileirão         |
| Cédric Yambéré     | République centrafricaine | Défenseur | Prêt (sans option d'achat)                 | APOEL Nicosie            | Marfin Laiki League |
| Grégory Sertic     | Croatie                   | Milieu    | Transfert (1,5M d'€)                       | Olympique de Marseille   | Ligue 1             |

### Matches amicaux
Les Girondins reprendront le chemin de l'entraînement le dimanche 26 juin 2016, mais si la sélection belge, qui occupe le centre d'entrainement bordelais, est toujours en lice à l'Euro 2016, les girondins occuperont les locaux de l'équipe réserve jusqu'au stage de préparation du 2 au 11 juillet à Gérone en Espagne. Ils effectueront un autre stage à la début août en Bretagne, du 2 au 6 août à Sarzeau.

## Effectif

### Effectif professionnel actuel
Le tableau suivant liste uniquement l'effectif professionnel des Girondins pour la saison 2016-2017.

## Compétitions

### Ligue 1
La Ligue 1 2016-2017 est la soixante-dix-neuvième édition du championnat de France de football et la quinzième sous l'appellation « Ligue 1 ». La division oppose vingt clubs en une série de trente-huit rencontres. Les meilleurs de ce championnat se qualifient pour les coupes d'Europe que sont la Ligue des champions (le podium) et la Ligue Europa (le quatrième et les vainqueurs des coupes nationales). Les Girondins de Bordeaux participent à cette compétition pour la soixante-quatrième fois de son histoire.
| Date-heure                       | J. | Adversaire             | Lieu | Résultat (Mi-temps) | Buteurs pour les GdB                                                                   | Buteurs adverses                                                                 | Classement | Affluence | Diffuseur                                       |
| Samedi 13 août 2016 17h00        | 1  | AS Saint-Étienne       | Dom. | 3 - 2 (1 - 0)       | 13e Gaëtan Laborde · 57e Diego Rolán · 72e Malcom                                      | 81e Romain Hamouma · 89e Alexander Søderlund                                     | 2e         | 34 212    | Canal+Sport                                     |
| Samedi 20 août 2016 20h00        | 2  | Toulouse FC            | Ext. | 4 - 1 (2 - 0)       | 90e Isaac Kiese Thelin                                                                 | 4e Issa Diop · 10e Christopher Jullien · 67e 82e Martin Braithwaite              | 14e        | 19 258    | beIN Sports 1 (multiplex) et beIN Sports Max 8  |
| Dimanche 28 août 2016 15h00      | 3  | FC Nantes              | Dom. | 1 - 0 (1 - 0)       | 31e Diego Rolán                                                                        | -                                                                                | 8e         | 23 207    | beIN Sports 1                                   |
| Samedi 10 septembre 2016 17h00   | 4  | Olympique lyonnais     | Ext. | 1 - 3 (1 - 1)       | 33e Malcom · 71e Grégory Sertic · 90e Jeremy Menez                                     | 2e Aldo Kalulu                                                                   | 4e         | 40 976    | Canal+Sport                                     |
| Samedi 17 septembre 2016 20h00   | 5  | Angers SCO             | Dom. | 0 - 1 (0 - 1)       | -                                                                                      | 38e Karl Toko-Ekambi                                                             | 5e         | 18 129    | beIN Sports 1 (multiplex) et beIN Sports Max 4  |
| Mercredi 21 septembre 2016 19h00 | 6  | FC Metz                | Ext. | 0 - 3 (0 - 1)       | 36e Malcom · 71e Gaëtan Laborde · 76e Isaac Kiese Thelin                               | -                                                                                | 4e         | 15 711    | beIN Sports 1 (multiplex) et beIN Sports Max 10 |
| Samedi 24 septembre 2016 20h00   | 7  | SM Caen                | Dom. | 0 - 0 (0 - 0)       | -                                                                                      | -                                                                                | 5e         | 17 476    | beIN Sports 1 (multiplex) et beIN Sports Max 5  |
| Samedi 1er octobre 2016 17h00    | 8  | Paris Saint-Germain FC | Ext. | 2 - 0 (2 - 0)       | -                                                                                      | 3e 31e Edinson Cavani                                                            | 6e         | 44 949    | Canal+Sport                                     |
| Dimanache 16 octobre 2016 15h00  | 9  | Stade rennais          | Ext. | 1 - 1 (1 - 0)       | 66e Nicolas Pallois                                                                    | 44e (csc) Diego Contento                                                         | 6e         | 22 962    | beIN Sports 1                                   |
| Samedi 22 octobre 2016 20h00     | 10 | AS Nancy-Lorraine      | Dom. | 1 - 1 (0 - 0)       | 55e Jérémy Ménez                                                                       | 74e Anthony Koura                                                                | 8e         | 20 853    | beIN Sports 1 (multiplex) et beIN Sports Max 5  |
| Dimanche 30 octobre 2016 20h45   | 11 | Olympique de Marseille | Ext. | 0 - 0 (0 - 0)       | -                                                                                      | -                                                                                | 9e         | 57 091    | Canal+                                          |
| Samedi 5 novembre 2016 20h00     | 12 | FC Lorient             | Dom. | 2 - 1 (1 - 0)       | 28e François Kamano · 73e Diego Rolan                                                  | 62e (csc) Jérôme Prior                                                           | 8e         | 16 330    | beIN Sports 1 (multiplex) et beIN Sports Max 5  |
| Dimanche 20 novembre 2016 15h00  | 13 | EA Guingamp            | Ext. | 1 - 1 (0 - 1)       | 22e Igor Lewczuk                                                                       | 90+3e Jimmy Briand                                                               | 7e         | 15 381    | beIN Sports 1                                   |
| Samedi 26 novembre 2016 20h00    | 14 | Dijon FCO              | Dom. | 3 - 2 (0 - 1)       | 48e Diego Rolan · 88e 90+3e François Kamano                                            | 44e Mehdi Abeid · 64e Júlio Tavares                                              | 6e         | 16 354    | beIN Sports 1 (multiplex) et beIN Sports Max 4  |
| Mercredi 30 novembre 2016 19h00  | 15 | SC Bastia              | Ext. | 1 - 1 (0 - 0)       | 78e Gaëtan Laborde                                                                     | 49e Thievy Bifouma                                                               | 5e         | 11 421    | beIN Sports 1 (multiplex) et beIN Sports Max 4  |
| Samedi 3 décembre 2016 20h00     | 16 | Lille OSC              | Dom. | 0 - 1 (0 - 1)       | -                                                                                      | 44e Nicolas de Préville                                                          | 7e         | 19 250    | beIN Sports 1 (multiplex) et beIN Sports Max 5  |
| Samedi 10 décembre 2016 17h00    | 17 | AS Monaco FC           | Dom. | 0 - 4 (0 - 2)       | -                                                                                      | 2e Djibril Sidibé · 5e 50e 64e (pen.) Radamel Falcao                             | 10e        | 38 803    | Canal+Sport                                     |
| Samedi 17 décembre 2016 20h00    | 18 | Montpellier HSC        | Ext. | 4 - 0 (2 - 0)       | -                                                                                      | 13e Paul Lasne · 20e Stéphane Sessegnon · 84e Steve Mounié · 90+3e Yacouba Sylla | 10e        | 9 841     | beIN Sports 1 (multiplex) et beIN Sports Max 6  |
| Mercredi 21 décembre 2016 20h50  | 19 | OGC Nice               | Dom. | 0 - 0 (0 - 0)       | -                                                                                      | -                                                                                | 10e        | 27 614    | beIN Sports 1 et Canal+ Décalé                  |
| Samedi 14 janvier 2017 20h00     | 20 | Angers SCO             | Ext. | 1 - 1 (0 - 0)       | 27e (csc) Baptiste Santamaria                                                          | 14e Ismaël Traoré                                                                | 10e        | 10 056    | beIN Sports 1 (multiplex) et beIN Sports Max 5  |
| Samedi 21 janvier 2017 20h00     | 21 | Toulouse FC            | Dom. | 1 - 0 (1 - 0)       | 1re Valentin Vada                                                                      | -                                                                                | 9e         | 17 323    | beIN Sports 1 (multiplex) et beIN Sports Max 5  |
| Samedi 28 janvier 2017 20h00     | 22 | AS Nancy-Lorraine      | Ext. | 0 - 2 (0 - 0)       | 67e (csc) Joffrey Cuffaut · 87e Malcom                                                 | -                                                                                | 7e         | 16 589    | beIN Sports 1 (multiplex) et beIN Sports Max 7  |
| Samedi 4 février 2017 20h00      | 23 | Stade rennais          | Dom. | 1 - 1 (0 - 0)       | 56e Jérémy Ménez                                                                       | 69e Yoann Gourcuff                                                               | 7e         | 16 588    | beIN Sports 1 (multiplex) et beIN Sports Max 5  |
| Mardi 7 février 2017 19h00       | 24 | SM Caen                | Ext. | 0 - 4 (0 - 2)       | 11e Diego Rolan · 22e 63e François Kamano · 90e Jaroslav Plasil                        | -                                                                                | 7e         | 15 542    | beIN Sports 1                                   |
| Vendredi 10 février 2017 20h45   | 25 | Paris Saint-Germain FC | Dom. | 0 - 3 (0 - 2)       | -                                                                                      | 6e 47e Edinson Cavani · 40e Ángel Di María                                       | 7e         | 37 823    | Canal+Sport                                     |
| Dimanche 19 février 2017 15h00   | 26 | EA Guingamp            | Dom. | 3 - 0 (2 - 0)       | 13e François Kamano · 43e Nicolas Pallois · 71e Gaëtan Laborde                         | -                                                                                | 7e         | 18 724    | beIN Sports 1                                   |
| Samedi 25 février 2017 20h00     | 27 | Lille OSC              | Ext. | 2 - 3 (0 - 1)       | 16e Valentin Vada · 78e 82e Adam Ounas                                                 | 66e (pen.) Nicolas de Préville · 67e Éder                                        | 5e         | 28 772    | beIN Sports 1 (multiplex) et beIN Sports Max 5  |
| Vendredi 3 mars 2017 20h45       | 28 | Olympique lyonnais     | Dom. | 1 - 1 (1 - 0)       | 16e Valentin Vada                                                                      | 79e Emanuel Mammana                                                              | 5e         | 31 511    | Canal+Sport                                     |
| Samedi 11 mars 2017 16h45        | 29 | AS Monaco FC           | Ext. | 2 - 1 ( - )         | 84e Diego Rolan                                                                        | 68e Kylian Mbappé · 74e João Moutinho                                            | 6e         | 11 009    | Canal+Sport                                     |
| Samedi 18 mars 2017 20h00        | 30 | Montpellier HSC        | Dom. | 5 - 1 (3 - 0)       | 25e 76e Diego Rolan · 29e Younousse Sankharé · 32e (pen.) Valentin Vada · 90+1e Malcom | 47e (pen.) Ryad Boudebouz                                                        | 6e         | 19 341    | beIN Sports 1 (multiplex) et beIN Sports Max 5  |
| Dimanche 2 avril 2017 21h00      | 31 | OGC Nice               | Ext. | 2 - 1 (2 -1 )       | 9e Gaëtan Laborde                                                                      | 16e (pen.) Mario Balotelli · 27e Valentin Eysseric                               | 6e         | 19 669    | Canal+                                          |
| Samedi 8 avril 2017 20h00        | 32 | FC Metz                | Dom. | 3 - 0 (1 - 0)       | 14e Malcom · 49e (pen.) 52e Valentin Vada                                              | -                                                                                | 5e         | 19 835    | beIN Sports 1 (multiplex) et beIN Sports Max 4  |
| Dimanche 16 avril 2017 15h00     | 33 | FC Nantes              | Ext. | 0 - 1 (0 - 0)       | 65e Younousse Sankharé                                                                 | -                                                                                | 5e         | 26 373    | beIN Sports 1                                   |
| Samedi 22 avril 2017 20h00       | 34 | SC Bastia              | Dom. | 2 - 0 (0 - 0)       | 55e Malcom · 69e Younousse Sankharé                                                    | -                                                                                | 4e         | 25 487    | beIN Sports 1 (multiplex) et beIN Sports Max    |
| Dimanche 30 avril 2017 17h00     | 35 | Dijon FCO              | Ext. | 0 - 0 (0 - 0)       | -                                                                                      | -                                                                                | 5e         | 9 500     | beIN Sports 1                                   |
| Vendredi 5 mai 2017 20h45        | 36 | AS Saint-Étienne       | Ext. | 2 - 2 (1 - 1)       | 42e (pen.) Adam Ounas · 50e Gaëtan Laborde                                             | 45e Robert Berić · 65e Vincent Pajot                                             | 6e         | 30 606    | Canal+Sport                                     |
| Dimanche 14 mai 2017 21h00       | 37 | Olympique de Marseille | Dom. | 1 - 1 (1 - 0)       | 2e Diego Rolán                                                                         | 60e Bafétimbi Gomis                                                              | 6e         | 41 265    | Canal+Sport, Canal+ et beIN Sports 1            |
| Samedi 20 mai 2017 21 h 00       | 38 | FC Lorient             | Ext. | 1 - 1 (0 - 1)       | 7e Younousse Sankharé                                                                  | 69e Vincent Le Goff                                                              | 6e         | 15 884    | Foot+, Canal+ et beIN Sports 1                  |

#### Classement et statistiques
Extrait du classement de Ligue 1 2016-2017
| Rang | Équipe                  | Pts | J  | G  | N  | P  | Bp  | Bc | Diff |
| --- | ----------------------- | --- | -- | -- | -- | -- | --- | -- | ---- |
| 1 | AS Monaco               | 95  | 38 | 30 | 5  | 3  | 107 | 31 | +76  |
| 2 | Paris Saint-Germain T S | 87  | 38 | 27 | 6  | 5  | 83  | 27 | +56  |
| 3 | OGC Nice                | 78  | 38 | 22 | 12 | 4  | 63  | 36 | +27  |
| 4 | Olympique lyonnais      | 67  | 38 | 21 | 4  | 13 | 77  | 48 | +29  |
| 5 | Olympique de Marseille  | 62  | 38 | 17 | 11 | 10 | 57  | 41 | +16  |
| 6 | Girondins de Bordeaux   | 59  | 38 | 15 | 14 | 9  | 53  | 43 | +10  |
| 7 | FC Nantes               | 51  | 38 | 14 | 9  | 15 | 40  | 54 | -14  |
| 8 | AS Saint-Étienne        | 50  | 38 | 12 | 14 | 12 | 41  | 42 | -1   |
| 9 | Stade rennais           | 50  | 38 | 12 | 14 | 12 | 36  | 42 | -6   |
| 10 | EA Guingamp             | 50  | 38 | 14 | 8  | 16 | 46  | 53 | -7   |
| - Phase de groupes de la Ligue des champions 2017-2018 - 3ème tour de la Ligue des champions 2017-2018 - Phase de groupe de la Ligue Europa 2017-2018 - 3ème tour de la Ligue Europa 2017-2018 |                         |     |    |    |    |    |     |    |      |

#### Résultats par journée
| Journée   | 01 | 02  | 03 | 04 | 05 | 06 | 07 | 08 | 09 | 10 | 11 | 12 | 13 | 14 | 15 | 16 | 17  | 18  | 19  | 20  | 21 | 22 | 23 | 24 | 25 | 26 | 27 | 28 | 29 | 30 | 31 | 32 | 33 | 34 | 35 | 36 | 37 | 38 |
| --------- | -- | --- | -- | -- | -- | -- | -- | -- | -- | -- | -- | -- | -- | -- | -- | -- | --- | --- | --- | --- | -- | -- | -- | -- | -- | -- | -- | -- | -- | -- | -- | -- | -- | -- | -- | -- | -- | -- |
| Terrain   | D  | E   | D  | E  | D  | E  | D  | E  | E  | D  | E  | D  | E  | D  | E  | D  | D   | E   | D   | E   | D  | E  | D  | E  | D  | D  | E  | D  | E  | D  | E  | D  | E  | D  | E  | E  | D  | E  |
| Résultats | V  | D   | V  | V  | D  | V  | N  | D  | N  | N  | N  | V  | N  | V  | N  | D  | D   | D   | N   | N   | V  | V  | N  | V  | D  | V  | V  | N  | D  | V  | D  | V  | V  | V  | N  | N  | N  | N  |
| Points    | 3  | 3   | 6  | 9  | 9  | 12 | 13 | 13 | 14 | 15 | 16 | 19 | 20 | 23 | 24 | 24 | 24  | 24  | 25  | 26  | 29 | 32 | 33 | 36 | 36 | 39 | 42 | 43 | 43 | 46 | 46 | 49 | 52 | 55 | 56 | 57 | 58 | 59 |
| Place     | 2e | 14e | 8e | 4e | 5e | 4e | 5e | 6e | 6e | 8e | 9e | 8e | 7e | 6e | 5e | 7e | 10e | 10e | 10e | 10e | 9e | 7e | 7e | 7e | 7e | 7e | 5e | 5e | 6e | 6e | 6e | 5e | 5e | 4e | 5e | 5e | 6e | 6e |

Source : lfp.fr (Ligue de football professionnel)
Terrain : D = Domicile ; E = Extérieur. Résultat : D = Défaite ; N = Nul ; V = Victoire.

### Coupe de France
La Coupe de France 2016-2017 est la 100e édition de la coupe de France, une compétition à élimination directe mettant aux prises tous les clubs de football amateurs et professionnels à travers la France métropolitaine et les DOM-TOM. Elle est organisée par la FFF et ses ligues régionales.
| Date                          | Tour                       | Adversaire       | Lieu | Résultat      | Buteurs pour les GdB              | Buteurs adverses                      | Affluence | Diffuseur                                     |
| Dimanche 8 janvier 2017 14h15 | Trente-deuxièmes de finale | Clermont Foot 63 | Ext. | 0 - 1 (0 - 0) | 86e Malcom                        | -                                     | 6 500     | France 3 Nouvelle-Aquitaine France 3 Auvergne |
| Mardi 31 janvier 2017 18h00   | Seizième de finale         | Dijon FCO        | Dom. | 2 - 1 (0 - 0) | 52e Malcom · 90+2e Gaëtan Laborde | 82e Loïs Diony                        | 5 738     | Eurosport 2                                   |
| Mardi 28 février 2017 21h00   | Huitième de finale         | FC Lorient       | Dom. | 2 - 1 (0 - 0) | 61e 72e Gaëtan Laborde            | 47e Benjamin Jeannot                  | 7 151     | Eurosport 2                                   |
| Mercredi 5 avril 2017 18h30   | Quart de finale            | Angers SCO       | Ext. | 2 - 1 (1 - 1) | 18e Younousse Sankharé            | 8e Kévin Bérigaud · 67e Cheikh N'Doye | 12 507    | Eurosport 2                                   |

### Coupe de la Ligue
La Coupe de la Ligue 2016-2017 est la 23e édition de la Coupe de la Ligue, compétition à élimination directe organisée par la Ligue de football professionnel (LFP) depuis 1994, qui rassemble uniquement les clubs professionnels de Ligue 1, Ligue 2 et National. Depuis 2009, la LFP a instauré un nouveau format de coupe plus avantageux pour les équipes qualifiées pour une coupe d'Europe.
| Date                            | Tour                | Adversaire                    | Lieu | Résultat      | Buteurs pour les GdB                         | Buteurs adverses                                | Affluence | Diffuseur   |
| Mercredi 26 octobre 2016 18h45  | Seizièmes de finale | La Berrichonne de Châteauroux | Ext. | 0 - 2 (0 - 1) | 40e François Kamano · 84e Adam Ounas         | -                                               | 9 787     | Canal+Sport |
| Mercredi 14 décembre 2016 18h45 | Huitièmes de finale | OGC Nice                      | Dom. | 3 - 2 (2 - 1) | 15e Jaroslav Plasil · 22e 55e Gaëtan Laborde | 42e Alassane Pléa · 83e (pen.) Balotelli        | 15 049    | Canal+Sport |
| Mercredi 11 janvier 2017 18h45  | Quart de finale     | EA Guingamp                   | Dom. | 3 - 2 (2 - 1) | 16e François Kamano · 36e 65e Gaëtan Laborde | 11e Sloan Privat · 88e Nicolas Benezet          | 8 900     | Canal+Sport |
| Mardi 24 janvier 2017 21h00     | Demi-finale         | Paris Saint Germain           | Dom. | 1 - 4 (1 - 1) | 32e Diego Rolan                              | 19e 81e Angel Di Maria · 60e 74e Edinson Cavani | 28 862    | Canal+      |

## Statistiques

### Statistiques individuelles
Mise à jour le 6 mai 2017.

### Statistiques collectives
| Compétition       | Débute au tour | Termine       | Matches joués | Gagnés | Nuls | Perdus | Buts pour | Buts contre | Différence |
| ----------------- | -------------- | ------------- | ------------- | ------ | ---- | ------ | --------- | ----------- | ---------- |
| Ligue 1           | -              | 6e            | 38            | 15     | 14   | 9      | 53        | 43          | +10        |
| Coupe de France   | 1/32 de finale | 1/4 de finale | 4             | 3      | 0    | 1      | 6         | 4           | +2         |
| Coupe de la Ligue | 1/16 de finale | 1/2 de finale | 4             | 3      | 0    | 1      | 9         | 8           | +1         |
| Total             | -              | -             | 46            | 21     | 14   | 11     | 68        | 55          | +13        |

#### Statistiques buteurs
| Place | Nom                | Ligue 1 | Coupe de France | Coupe de la Ligue | TOTAL des BUTS |
| 1     | Gaëtan Laborde     | 6 buts  | 3 buts          | 4 buts            | 13             |
| 2     | Diego Rolán        | 9 buts  | -               | 1 but             | 10             |
| 3     | Malcom             | 7 buts  | 2 buts          | -                 | 9              |
| 4     | François Kamano    | 6 buts  | -               | 2 buts            | 8              |
| 5     | Valentin Vada      | 6 buts  | -               | -                 | 6              |
| 6     | Younousse Sankharé | 4 buts  | 1 but           | -                 | 5              |
| 7     | Adam Ounas         | 3 buts  | -               | 1 but             | 4              |
| 8     | Jérémy Ménez       | 3 buts  | -               | -                 | 3              |
| 9     | Isaac Kiese Thelin | 2 buts  | -               | -                 | 2              |
| 9     | Jaroslav Plasil    | 1 but   | -               | 1 but             | 2              |
| 9     | Nicolas Pallois    | 2 buts  | -               | -                 | 2              |
| 12    | Grégory Sertic     | 1 but   | -               | -                 | 1              |
| 12    | Igor Lewczuk       | 1 but   | -               | -                 | 1              |
| #     | contre son camp    | 2 buts  | -               | -                 | 2              |
| Total | 13 buteurs         | 53 buts | 6 buts          | 9 buts            | 68             |

En rouge les joueurs n'évoluant plus au club.

#### Statistiques passeurs
| Place | Nom                | Ligue 1   | Coupe de France | Coupe de la Ligue | TOTAL des PASSES |
| 1     | Malcom             | 4 passes  | -               | 3 passes          | 7                |
| 2     | Gaëtan Laborde     | 4 passes  | 1 passe         | -                 | 5                |
| 2     | François Kamano    | 4 passes  | -               | 1 passe           | 5                |
| 4     | Jérémy Ménez       | 2 passes  | 2 passes        | -                 | 4                |
| 4     | Youssouf Sabaly    | 4 passes  | -               | -                 | 4                |
| 4     | Valentin Vada      | 2 passes  | -               | 2 passes          | 4                |
| 4     | Younousse Sankharé | 4 passes  | -               | -                 | 4                |
| 4     | Jaroslav Plasil    | 4 passes  | -               | -                 | 4                |
| 9     | Adam Ounas         | 2 passes  | 1 passe         | -                 | 3                |
| 10    | Isaac Kiese Thelin | 2 passes  | -               | -                 | 2                |
| 11    | Thomas Touré       | 1 passe   | -               | -                 | 1                |
| 11    | Maxime Poundjé     | -         | -               | 1 passe           | 1                |
| 11    | Mauro Arambarri    | 1 passe   | -               | -                 | 1                |
| 11    | Diego Contento     | 1 passe   | -               | -                 | 1                |
| 11    | Nicolas Pallois    | 1 passe   | -               | -                 | 1                |
| Total | 15 passeurs        | 36 passes | 4 passes        | 7 passes          | 47               |

En rouge les joueurs n'évoluant plus au club.

#### Statistiques cumulées
| Place | Nom                | Buts    | Passes    | Total |
| 1     | Gaëtan Laborde     | 13 buts | 5 passes  | 18    |
| 2     | Malcom             | 9 buts  | 7 passes  | 16    |
| 3     | François Kamano    | 8 buts  | 5 passes  | 13    |
| 4     | Valentin Vada      | 6 buts  | 4 passes  | 10    |
| 4     | Diego Rolan        | 10 buts | -         | 10    |
| 6     | Younousse Sankharé | 5 buts  | 4 passes  | 9     |
| 7     | Jérémy Ménez       | 3 buts  | 4 passes  | 7     |
| 7     | Adam Ounas         | 4 buts  | 3 passes  | 7     |
| 9     | Jaroslav Plasil    | 2 buts  | 4 passes  | 6     |
| 10    | Isaac Kiese Thelin | 2 buts  | 2 passes  | 4     |
| 10    | Youssouf Sabaly    | -       | 4 passes  | 4     |
| 12    | Nicolas Pallois    | 2 buts  | 1 passe   | 3     |
| 13    | Thomas Touré       | -       | 1 passe   | 1     |
| 13    | Grégory Sertic     | 1 but   | -         | 1     |
| 13    | Igor Lewczuk       | 1 but   | -         | 1     |
| 13    | Maxime Poundjé     | -       | 1 passe   | 1     |
| 13    | Mauro Arambarri    | -       | 1 passe   | 1     |
| 13    | Diego Contento     | -       | 1 passe   | 1     |
| Total | 18 joueurs         | 66 buts | 47 passes | 113   |

En rouge les joueurs n'évoluant plus au club.

#### Coefficient UEFA
Ce classement permet de déterminer les têtes de séries dans les compétitions européennes, plus les clubs gagnent des matches dans ces compétitions, plus leur coefficient sera élevé sera mis à jour chaque 1er de mois.
Coefficient UEFA des Girondins de Bordeaux  :
|       | juillet | août   | sept.  | oct.   | nov.   | déc.   | janv.  | févr.  | mars   | avr.   | mai    | juin   |
| coef. | 26.649  | 26.649 | 27.066 | 27.399 | 27.799 | 28.066 | 28.599 | 28.599 | 28.799 | 28.999 | 29.266 | 29.333 |
| place | 61e     | 61e    | 62e    | 64e    | 65e    | 68e    | 70e    | 70e    | 71e    | 70e    | 70e    | 70e    |

## Joueurs en sélection nationale

### Sélections étrangères
| Mois      | Nom                | Pays          | Compétition                  | Matchs joués                                                                                     |
| Août      | -                  | -             | -                            | -                                                                                                |
| Septembre | Paul Bernardoni    | France U20    | Amical                       | - France U20 - Japon U20 ( 4 - 1)                                                                |
| Septembre | Milan Gajic        | Serbie U21    | Qualifications à l'Euro U21  | - Serbie U21 - Italie U21 ( 1 - 1) - Serbie U21 - République d'Irlande U21 ( 3 - 2)              |
| Septembre | Malcom             | Brésil U20    | Amical                       | - Brésil U20 - Angleterre U20 ( 1 - 1 (4 - 3 au pénalty)) - Brésil U20 - Angleterre U20 ( 2 - 1) |
| Septembre | François Kamano    | Guinée        | Qualifications à la CAN 2017 | - Guinée - Égypte ( 1 - 1) - Guinée - Zimbabwe ( 1 - 0)                                          |
| Septembre | Thomas Touré       | Côte d'Ivoire | Qualifications à la CAN 2017 | -                                                                                                |
| Septembre | Diego Rolan        | Uruguay       | Élim. Coupe du monde 2018    | - Uruguay - Argentine ( 0 - 1)                                                                   |
| Septembre | Isaac Kiese Thelin | Suède         | Élim. Coupe du monde 2018    | -                                                                                                |
| Octobre   | Igor Lewczuk       | Pologne       | Élim. Coupe du monde 2018    | -                                                                                                |
| Octobre   | Milan Gajic        | Serbie U21    | Qualifications à l'Euro U21  | - Serbie U21 - Slovénie U21 ( 3 - 1) - Serbie U21 - République d'Irlande U21 ( 3 - 1)            |
| Octobre   | François Kamano    | Guinée        | Élim. Coupe du monde 2018    | -                                                                                                |
| Octobre   | Diego Rolan        | Uruguay       | Élim. Coupe du monde 2018    | -                                                                                                |
| Octobre   | Thomas Touré       | Côte d'Ivoire | Élim. Coupe du monde 2018    | -                                                                                                |
| Novembre  | Diego Rolan        | Uruguay       | Élim. Coupe du monde 2018    | - Uruguay - Équateur ( 2 - 1)                                                                    |
| Novembre  | Malcom             | Brésil U20    | Amical                       | - Brésil U20 - Mexique U20 ( 1 - 0) - Brésil U20 - Mexique U20 ( 1 - 2)                          |
| Novembre  | Paul Bernardoni    | France U20    | Amical                       | - France U20 - Pays-Bas U20 ( 0 - 0)                                                             |
| Novembre  | Milan Gajic        | Serbie U21    | Qualifications à l'Euro U21  | - Serbie U21 - Norvège U21 ( 2 - 0) - Serbie U21 - Norvège U21 ( 0 - 1)                          |
| Novembre  | Igor Lewczuk       | Pologne       | Élim. Coupe du monde 2018    | -                                                                                                |
| Novembre  | Isaac Kiese Thelin | Suède         | Élim. Coupe du monde 2018    | - Suède - France ( 1 - 2) - Suède - Hongrie ( 2 - 0)                                             |
| Décembre  | -                  | -             | -                            | -                                                                                                |
| Janvier   | -                  | -             | -                            | -                                                                                                |
| Février   | -                  | -             | -                            | -                                                                                                |
| Mars      | Igor Lewczuk       | Pologne       | Élim. Coupe du monde 2018    | -                                                                                                |
| Mars      | François Kamano    | Guinée        | Amical                       | - Guinée - Cameroun ( 2 - 1) - Guinée - Gabon ( 2 - 2)                                           |
| Mars      | Milan Gajic        | Serbie U21    | Amical                       | - Serbie U21 - Suède U21 ( 2 - 0)                                                                |
| Mars      | Vukašin Jovanović  | Serbie U21    | Amical                       | - Serbie U21 - Suède U21 ( 2 - 0)                                                                |
| Mars      | Paul Bernardoni    | France U20    | Amical                       | - France U20 - Sénégal U20 ( 3 - 0) - France U20 - Portugal U20 ( 2 - 2)                         |
| Mars      | Diego Rolan        | Uruguay       | Élim. Coupe du monde 2018    | - Uruguay - Brésil ( 1 - 4)                                                                      |
| Avril     | -                  | -             | -                            | -                                                                                                |
| Mai       | Paul Bernardoni    | France U20    | Coupe du monde U20           | -                                                                                                |
| Juin      | Paul Bernardoni    | France U20    | Coupe du monde U20           | -                                                                                                |

## Affluence
Affluence des Girondins de Bordeaux à domicile cette saison

### Note de la pelouse
| Date       | 13/08 | 28/08 | 17/09 | 24/09 | 22/10 | 05/11 | 26/11 | 03/12 | 10/12 | 21/12 | 21/01 | 04/02 | 10/02 | 19/02 | 04/03 | 18/03 | 08/04 | 22/04 | 14/05 |
| Adversaire | ASSE  | FCNA  | ASCO  | SMC   | ASNL  | FCL   | DFCO  | LOSC  | ASM   | OGCN  | TFC   | SRFC  | PSG   | EAG   | OL    | MHSC  | FCM   | SCB   | OM    |
| Note       | 16,8  | 8,3   | 4,8   | 5,3   | 12,8  | 16,9  | 15,6  | 15,3  | 16    | 14,3  | 15,5  | 14,7  | 15,6  | 15,9  | 16,3  | 15,1  | 17,9  | 15    | 18    |
| Classement | 11e   | 14e   | 16e   | 17e   | 17e   | 17e   | 17e   | 17e   | 17e   | 17e   | 16e   | 15e   | 13e   | 12e   | 12e   | 12e   | 14e   | 14e   | 14e   |

### Plus grosses affluences
| Rang | Match                                          | Journée       | Date       | Affluence |
| 1    | Girondins de Bordeaux - Olympique de Marseille | Ligue 1 - J37 | 14/05/2017 | 41 265    |
| 2    | Girondins de Bordeaux - AS Monaco FC           | Ligue 1 - J17 | 10/12/2016 | 38 803    |
| 3    | Girondins de Bordeaux - Paris SG               | Ligue 1 - J25 | 10/02/2017 | 37 823    |
| 4    | Girondins de Bordeaux - AS Saint-Etienne       | Ligue 1 - J1  | 13/08/2016 | 34 212    |
| 5    | Girondins de Bordeaux - Olympique Lyonnais     | Ligue 1 - J28 | 03/03/2017 | 31 511    |

### Plus faibles affluences
| Rang | Match                               | Journée                 | Date       | Affluence |
| 1    | Girondins de Bordeaux - Dijon FCO   | Coupe de France - 1/16  | 31/01/2017 | 5 738     |
| 2    | Girondins de Bordeaux - FC Lorient  | Coupe de France - 1/8   | 28/02/2017 | 7 151     |
| 3    | Girondins de Bordeaux - EA Guingamp | Coupe de la ligue - 1/4 | 11/01/2017 | 8 900     |

## Équipementier et sponsors
Les Girondins de Bordeaux ont pour équipementier Puma jusqu'en 2020. Ils bénéficient aussi de nombreux sponsors : le groupe SWEETCOM, le site web Winamax, l'entreprise de météo SportsWeather, le restaurant thaïlandais Pitaya, la société bordelaise Heartprotekt ou encore la grande entreprise d'électro-ménager Boulanger. Le club comprend aussi de nombreux partenaires comme le journal Sud Ouest et l'opérateur téléphonique Orange.